# Imira
«IMIRA» — український рок-гурт створений в травні 2016 року в місті Києві. Автори перших двох альбомів Іван Штомпель та Олександр Скрипниченко.

## Історія

### Заснування гурту
Олександр Скрипниченко та Іван Штомпель вперше познайомились на вечірці друзів в серпні 2015 року. Іван захоплювався класичною музикою та закінчив музичну школу по класу "Саксофон". Його улюбленими композиторами були Софія Губайдуліна та Петро Чайковський. Олександр в свою чергу надихався рок музикою, з дитинства слухаючи такі гурти, як: Nirvana, Pink Floyd, Radiohead, Norma Jean, Deftones. Під впливом улюблених авторів обидва музиканти вже мали досвід в написанні власних композицій. До роботи в IMIRA Олександр випустив альбом у стилі маткор, металкор - «Gemini Rue», а Іван писав класичні композиції, такі як «Хрустальная», «Элегия», «Spiritus» та ін., і навіть записав пісню в стилі рок «Красивая», яка і привернула увагу Олександра та зародила ідею сумісної творчості.
Об'єднавшись в один проект кожен з хлопців вніс частку себе. Іван відповідно привніс мелодійність і гармонійність, а Олександр ритм та драйв. Обидва учасника маючи навички гри на різних музичних інструментах, об'єднали свої вміння для створення нового оригінального звучання. Іван — клавішні інструменти, блок-флейта, саксофон і вокал, Олександр — гітара, вокал, діджеріду, перкусія. Більшість пісень гурту створені в дуетних імпровізаціях.

### 2016
Перший альбом був написаний менше ніж за рік існування гурту. Почавши роботу в травні 2016 року дует випустив сім пісень, об'єднавши їх в перший LP «imPOSSIBLE». Всі пісні були написані в підвалі гаража одного з учасників. Офіційна дата випуску LP — 31 грудня 2016 року. Саме в цей час хлопці почали виступати на імпровізованих вечірках для друзів. 
Після випуску першого альбому Іван покинув роботу на СТБ, де працював музичним редактором, а Олександр закрив власну студію дизайну, щоб інтенсивно зайнятись творчістю та розвитком гурту.

### 2017

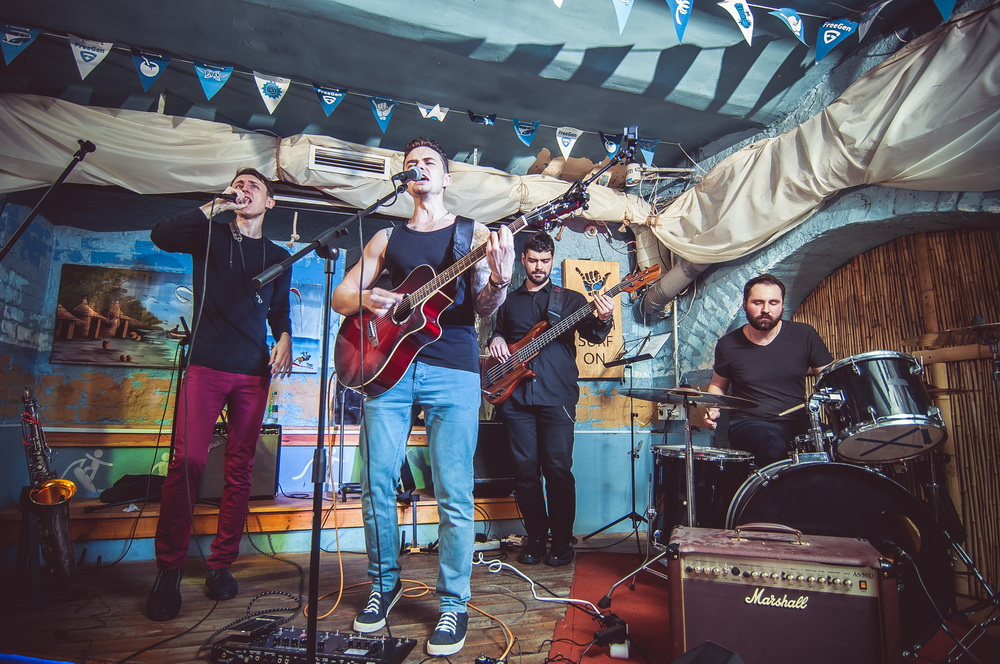
IMIRA's live show at Surf Cafe Free Gen 27.01.2018

В лютому 2017 року дует почав роботу над другим студійним альбомом «Wonderland», який включає в себе 12 пісень. Фактично альбом був записаний дуетом за 6 місяців інтенсивної роботи, далі слідували місяці зведення. Обидва альбоми гурту доступні на iTunes.
В липні 2017 року на джем-сейшені Олександр та Іван познайомились з барабанщиком Володимиром Мірошниченком. В цю ж ніч всі троє поїхали на студію і почали разом імпровізувати. З того часу в гурті з'явився третій постійний учасник.
Вперше пісні з нового альбому гурт зіграв наживо на приватній вечірці з нагоди свята «Helloween». В листопаді країна почула ІМІРУ у прямому ефірі Промінь (радіостанція) з інтерв'ю учасників. В грудні гурт IMIRA дав інтерв'ю журналу "Крок у рок" .

### 2018
27 січня 2018 року IMIRA дала концерт в Києві в «Surf Cafe Free Gen» на честь офіційної презентації альбому «Wonderland».
З 2018 року за проханням публіки, гурт вперше у складі трьох учасників почав активну роботу над міні-альбомом українською мовою. Випуск міні-альбому планується в 2019 році.
В березні 2018 року гурт переміг у голосуванні на участь у музичному фестивалі «Рок-Булава».

## Дискографія

### Альбоми
- 2016: imPOSSIBLE[4] (LP)
- 2017: Wonderland[5] (студійний)